# Gotha G.IX
Los Gotha G.VIII, GL.VIII, G.IX y G.X fueron una familia de bombarderos producidos en Alemania durante los meses finales de la Primera Guerra Mundial. Basados en el Gotha G.VII, fueron ideados como bombarderos tácticos de alta velocidad, presentando una avanzada aerodinámica para su época.

## Diseño y desarrollo
La designación G.VIII fue aplicada a una única máquina desarrollada desde el G.VII, con la envergadura extendida hasta los 21,73 m y un fuselaje revisado. Una célula alar fue alargada añadiendo medio vano extra en ella. Aunque no siguió ninguna producción, las modificaciones del fuselaje se retuvieron en el definitivo G.IX. Este diseño reemplazó los nuevos medio vanos en la célula alar por vanos completos, llevando la envergadura hasta los 25,26 m. El Idflieg encargó 170 G.IX a Luft Verkehrs Gesellschaft (LVG) para reemplazar a los Gotha G.V todavía en servicio de primera línea con el Boghol 3. Probablemente se completó la mitad de esta cifra antes del final de la guerra, alcanzando, al menos algunos de ellos, el estado operativo por esa época. Tras la guerra, ejemplares capturados sirvieron por poco tiempo con la Fuerza Aérea belga.
El GL.VIII era una versión aligerada del G.VIII, con un ensamblaje de cola compuesto y soportes auxiliares aguantando las puntas alares de los planos superiores.
El G.X fue la variante final de la serie, ideada para ser propulsada por el BMW IIIa, un motor mucho menos potente que el Maybach Mb IVa usado en el G.IX y en los diseños previos. Esta variante puede haber sido pensada como un avión de reconocimiento o entrenamiento puros, y no está claro si se construyó alguno antes del Armisticio.

## Operadores
Imperio Alemán
- Luftstreitkrafte

 Bélgica
- Fuerza Aérea belga

## Especificaciones (G.VIII)
Referencia datos: German Aircraft of the First World War

### Características generales
- Tripulación: Tres
- Longitud: 9,8 m (32,1 ft)
- Envergadura: 21,7 m (71,3 ft)
- Altura: 3,5 m (11,5 ft)
- Superficie alar: 79 m² (850,4 ft²)
- Peso vacío: 2676 kg (5897,9 lb)
- Peso cargado: 3706 kg (8168 lb)
- Planta motriz: 2× motor lineal de 6 cilindros refrigerado por agua Maybach Mb IVa.
  - Potencia: 180 kW (248 HP; 245 CV) cada uno.
- Hélices: 1× bipala de paso fijo por motor.

### Rendimiento
- Velocidad máxima operativa (Vno): 180 km/h (112 MPH; 97 kt)

## Aeronaves relacionadas

### Secuencias de designación
- Secuencia G._ (bombarderos biplano bimotor armados del Idflieg, para Gotha): ← G.V - G.VI - G.VII - G.VIII - G.IX - G.X
- Secuencia GL._ (aviones rápidos bimotor del Idflieg, para Gotha): GL.VII - GL.VIII